# Капітанівське нікелеве родовище
Капітанівське нікелеве родовище є типовим представником нікелевих руд залишкового типу. Місцерозташування — Середнє Побужжя.

## Характеристика
Родовище розвідане у 1958 році, довивчалося у 1989 році. Пов'язане з однойменним масивом серпентинізованих основних-ультраосновних порід, останні з яких становлять 95 % об'єму інтрузії. Масив залягає серед гнейсів бузької серії та мігматитів побузького комплексу. Основні запаси нікелевих руд зосереджено у нонтронітовій зоні кори вивітрювання серпентинітів. Вміст нікелю у руді коливається від 0,3 до 3,5 %, кобальту — 0,02-0,16 %. Вміст закисного заліза у вохристій зоні становить у середньому 26,6 %. Нікеленосна кора вивітрювання характеризується підвищеними концентраціями марганцю — 0,49—8,55 % (середня — 3,0 %). Рудні тіла неправильної, лінзоподібної форми північно-західного простягання мають загальну довжину близько 0,9 км і середню потужність 8,39 м. Потужність осадового чохла — 2—60 м. У лінійних корах вивітрювання у північній частині масиву встановлено золоту мінералізацію (0,1—9,4 г/т), яку виявлено як у нікеленосних породах, так і за їх межами. Підраховано запаси золота, яке розглядається як супутній компонент нікелевого родовища. У корі вивітрювання серпентинітів виявлено прояв алмазів.